# Stadt- und Landständearchiv Arnsberg
Das Stadt- und Landständearchiv Arnsberg ist das Kommunalarchiv der Stadt Arnsberg und ihrer Vorgängergemeinden. Gleichzeitig bewahrt es Teilbestände des Archivs der Landstände des Herzogtums Westfalen auf. Das Archiv hat seit 2004 seinen Sitz im ehemaligen Kloster Wedinghausen. Mitbetreut wird die historische Schulbibliothek des Gymnasiums Laurentianum.

## Geschichte

### Frühe Archive in Arnsberg

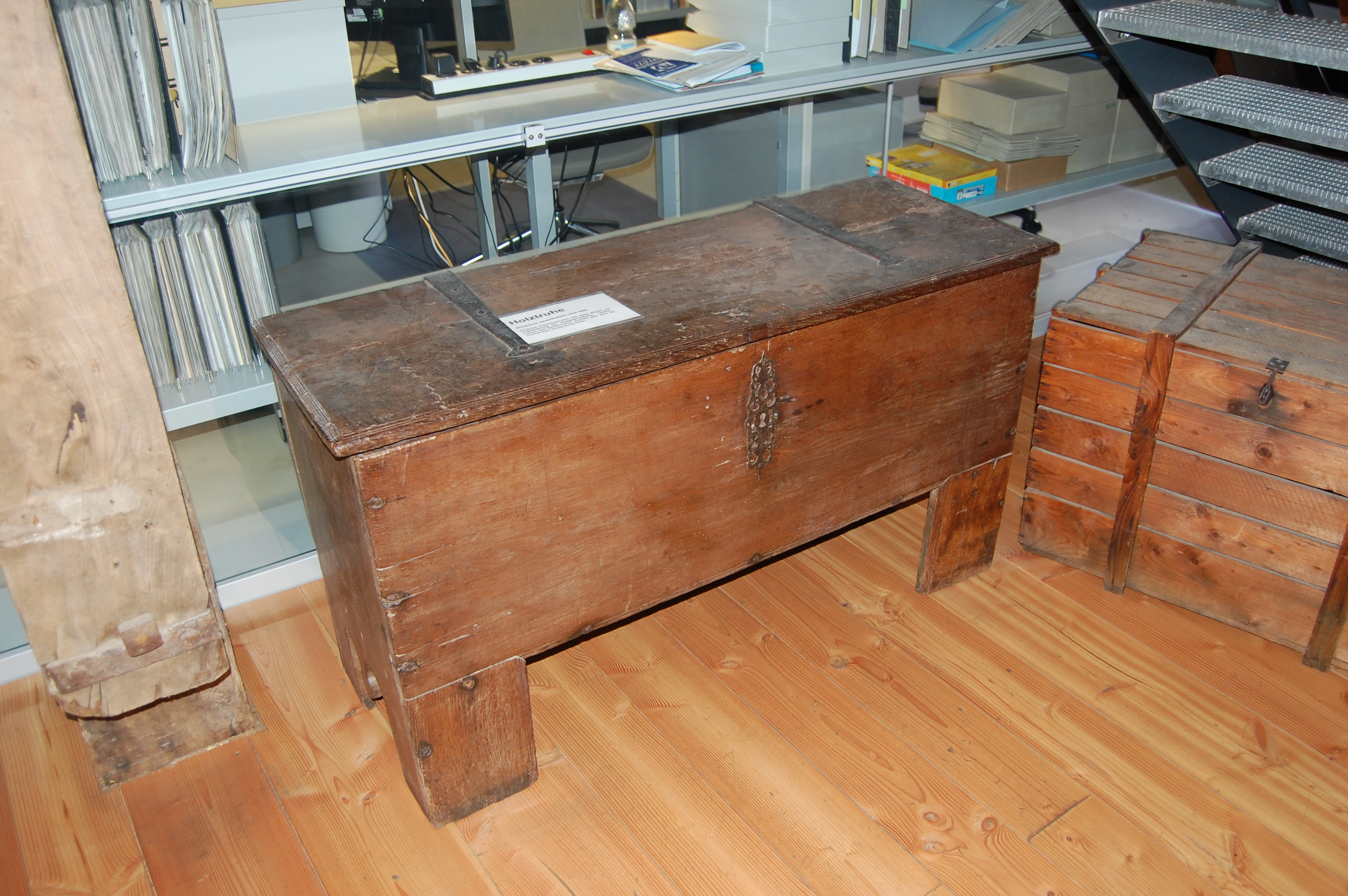
Alte Archivalientruhe

Das Kloster Wedinghausen selbst hatte ein umfangreiches Archiv. Die Bestände befinden sich heute im Staatsarchiv in Münster. Zum dortigen Bestand gehören 620 Urkunden. Die älteste stammt aus dem Jahr 1173. Hinzu kommen 199 Akten. Die Urkunden des Klosters sind durch die Digitale Westfälische Urkunden-Datenbank online zugänglich.
Die Grafen von Arnsberg verfügten ebenfalls über ein eigenes Archiv. Ein unvollständiges Verzeichnis der Urkunden aus der Zeit des letzten Grafen Gottfried IV. ist erhalten. Insgesamt sind aus gräflicher Zeit etwa 280 Urkunden bekannt. Diese wurden in der gräflichen Burg aufbewahrt. Das Archiv ging beim Verkauf der Grafschaft 1368 an die Erzbischöfe von Köln über. Auch die Urkunden der Erzbischöfe als Landesherren des Herzogtums Westfalen wurden in der zum Schloss umgebauten früheren Grafenburg aufbewahrt. Es wurde wahrscheinlich in einem feuerfesten Raum im Bergfried des Schlosses („Weißer Turm“) untergebracht. Zur Zeit von Kurfürst Maximilian Heinrich von Bayern soll das Archiv als Schutz vor Kriegseinflüssen nach Köln verbracht worden sein. In der Folge verliert sich seine Spur.

### Landständisches Archiv

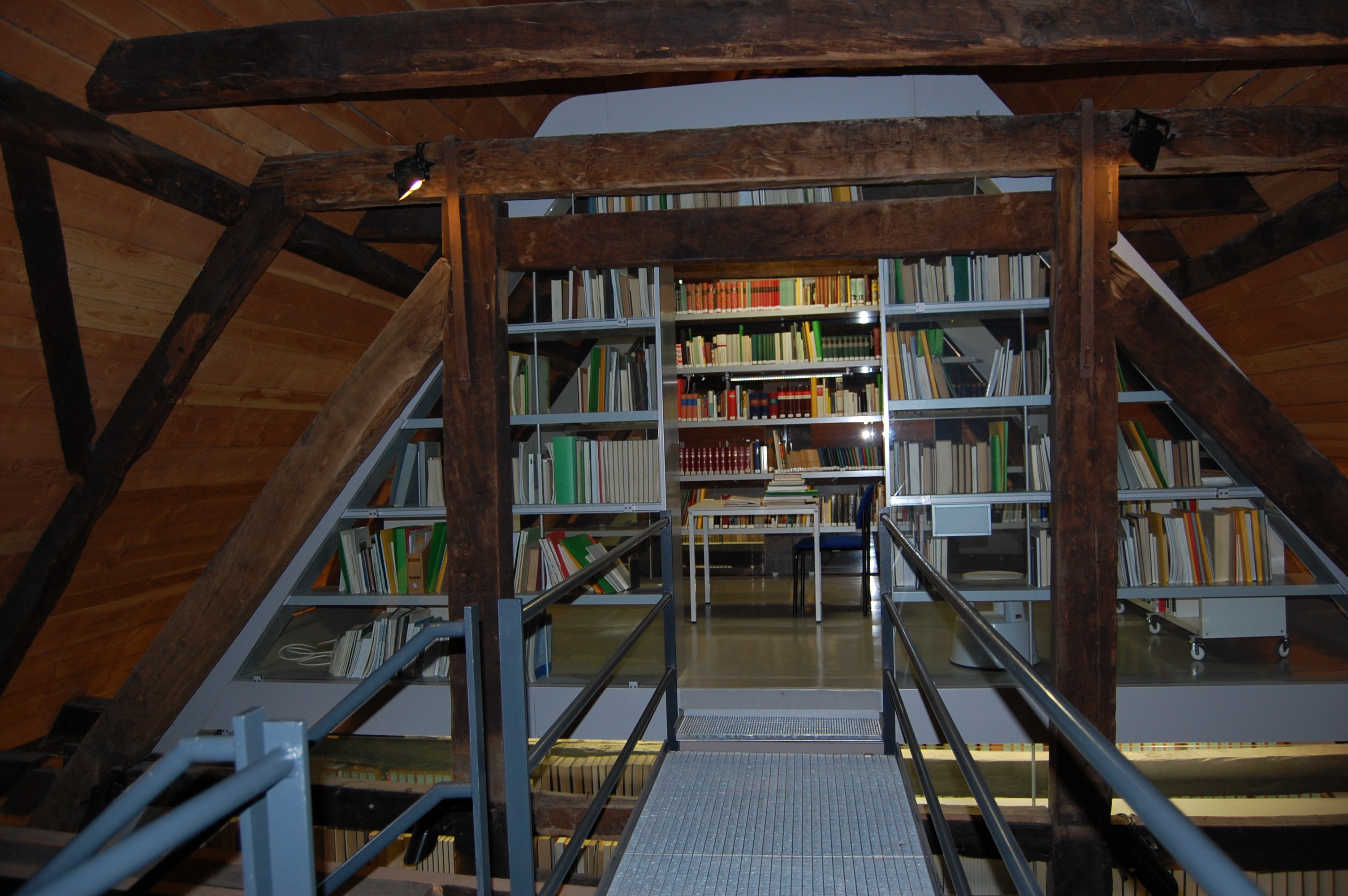
Über dem eigentlichen zentralen Bereich für Benutzer im Dachgeschoß wurde auch der Spitzboden zur Nutzung ausgebaut

Die Landstände des Herzogtums Westfalen tagten zumindest in der frühen Neuzeit meist in Arnsberg. In der Regel fanden die Sitzungen im Alten Rathaus statt. Aus diesem Grund war dort auch das landständische Archiv untergebracht. Im Zweifel konnte bei den Beratungen auf die Unterlagen zurückgegriffen werden. Fand der Landtag an einem anderen Ort statt, wurde auch das Archiv dorthin transportiert. Während des Dreißigjährigen Krieges wurden die Archivalien in siebzehn Tonnen zur Sicherheit zeitweise nach Köln gebracht. Kurz nach Ende des Krieges kam das Archiv zurück nach Arnsberg. Zunächst wurde es in einem von der Stadt Arnsberg zur Verfügung gestellten Turm untergebracht. Diese Lösung erwies sich offenbar als auf Dauer als unzulänglich. Der Plan 1678 ein Archivgewölbe an das Rathaus anzubauen, kam jedoch nicht zur Ausführung. Im Jahr 1695 wurde das Archiv neu geordnet. Ein damals angelegtes Repertorium ist im Stadt- und Landständearchiv erhalten. Während des Stadtbrandes von 1709, bei dem auch das Rathaus abbrannte, gelang es, die Archivalien zu retten. Dabei sind die Unterlagen in Unordnung geraten und es wurde erneut eine Neuordnung nötig. Im Jahr 1717 beschlossen die Landstände einen Turm an das Rathaus zur Unterbringung des Landständearchivs bauen zu lassen. Der Bau wurde 1719 vollendet. Wieder wurden die Archivalien neu verzeichnet. Auch in den folgenden Jahrzehnten waren immer wieder Neuordnungen nötig.
Landdrost Franz Wilhelm von Spiegel veranlasste den Minoriten, Archivar und Historiker Nikolaus Kindlinger aus Münster 1780 das Archiv neu zu bearbeiten. Dessen private Hoffnungen bisher unbekannte alter Urkunden zu finden, erfüllten sich nicht. Die einzige mittelalterliche Originalurkunde war die über den Verkauf der Grafschaft Arnsberg von 1368. Auch der Archivturm war nicht groß genug, um die Raumnot zu beheben, zumal dort auch das städtische Archiv untergebracht war. Daher war neben dem Rathaus der Bau eines neuen Gebäudes geplant. Dort sollte neben dem Archiv auch die Landeskasse und die Landpfennigmeisterei untergebracht werden. Ausgeführt wurden die Pläne nicht. Im Zusammenhang mit der Bedrohung durch die Auswirkungen der französischen Revolution wurden die Archivalien 1795 in Kisten gepackt und gerieten dadurch erneut in Unordnung. Im Jahr 1800 wurde Matthias Werner Hüser mit der Neuordnung beauftragt und aus Anerkennung für die geleistete Arbeit wurde er zum landständischen Archivar ernannt.
Mit dem Ende des Herzogtums Westfalens als kurkölnisches Nebenland und der Besitznahme des Landes durch Hessen-Darmstadt kam auch das Archiv in hessischen und mit dem Übergang an Preußen 1816 in preußischen Besitz. Im Jahr 1826 wurde der überwiegende Teil des Archivs in das neu gegründete Provinzialarchiv in Münster überführt. Im Staatsarchiv Münster bildet es heute den Bestand Herzogtum Westfalen.
Durch das räumliche Nebeneinander von Stadt- und Landständearchiv war es zu einer teilweisen Vermischung der Bestände gekommen und so verblieb ein Teil der ständischen Archivalien im Stadtarchiv.

### Stadtarchiv

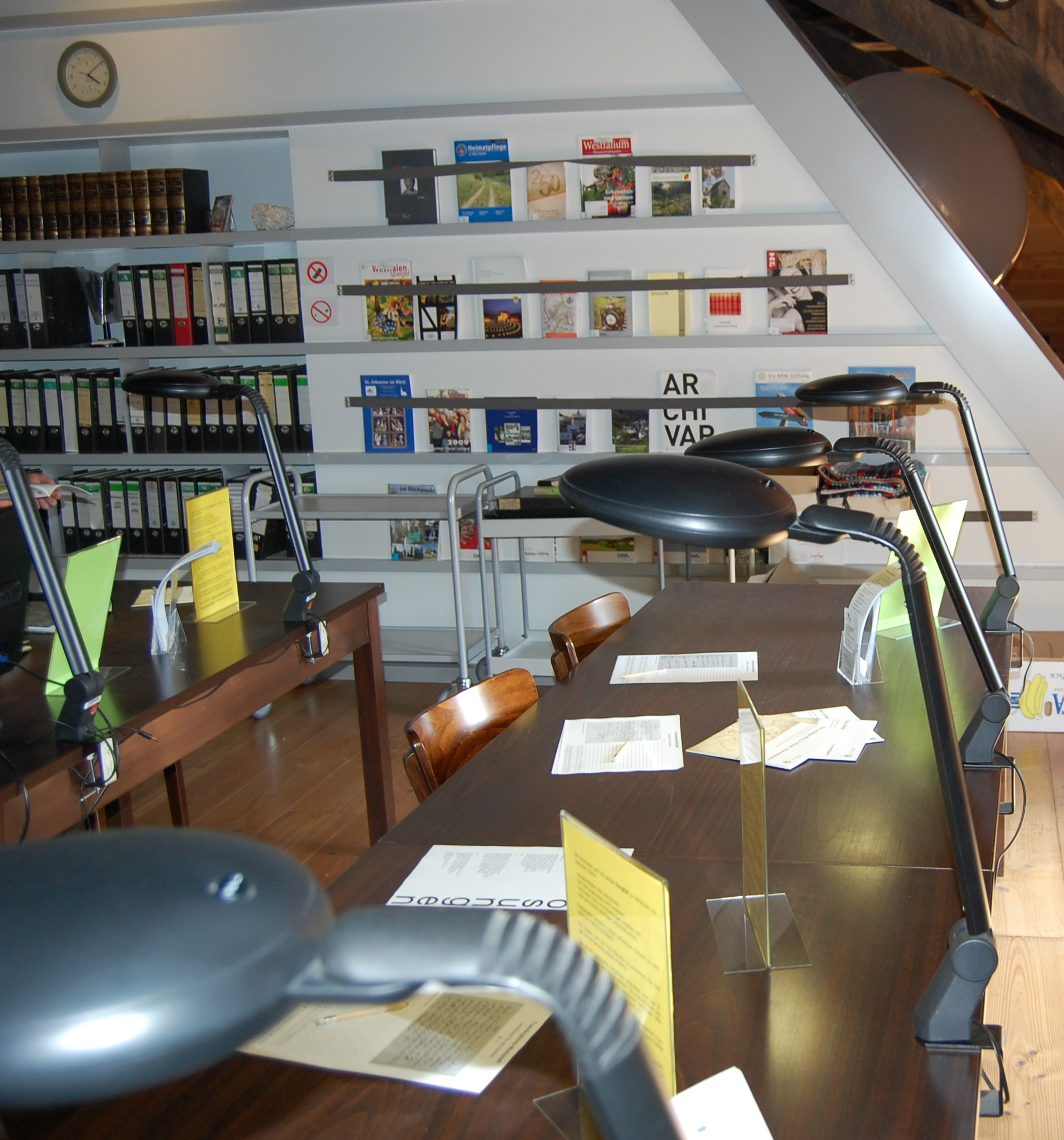
Benutzerarbeitsplätze

Mit dem Entstehung einer städtischen Selbstverwaltung im Mittelalter begann die Sammlung von wichtigen Urkunden und Unterlagen. Im Zusammenhang mit dem kölnischen Krieg wurde 1583 ein Verzeichnis der Urkunden angelegt und das Archiv aus Sicherheitsgründen nach Soest gebracht. Einige Zeit kam es wieder nach Arnsberg zurück. Sämtliche Unterlagen gingen beim Stadtbrand von 1600 verloren.
Ähnliche Verluste blieben in den folgenden Jahrhunderten aus. Daher besteht hinsichtlich der Quellendichte für die Stadtgeschichte ein großes Ungleichgewicht zwischen der Zeit bis 1600 und der Zeit danach. Das städtische Archiv nutzte ab 1726 Teile des Archivturms des Landständearchivs. Eine eiserne und eine hölzerne Tür ermöglichten den Zugang von der Ratsstube. Im Jahr 1844 kaufte die Stadt den gesamten Archivturm vom preußischen Staat als Rechtsnachfolgerin der Landstände.
In den 1920er Jahren hat sich der Historiker Fritz Zschaeck kurzzeitig dem Archiv angenommen. Das Archiv hat den Zweiten Weltkrieg weitgehend unbeschadet überstanden. Mit der Verlegung der Stadtverwaltung vom Alten Rathaus in das ehemalige Zivilcasino am Neumarkt zog auch das Stadtarchiv um. Nach der kommunalen Neugliederung von 1975 kam es 1980 auch zur Zusammenführung des Arnsberger mit dem Neheim-Hüstener Stadtarchivs und den Überlieferungen der verschiedenen Gemeinden im Rathaus der neuen Stadt Arnsberg zwischen Neheim und Hüsten.
Seit 2004 befindet sich das Archiv im Westflügel des ehemaligen Klosters Wedinghausen. Im Erdgeschoss befinden sich Räume für Ausstellungen und Veranstaltungen. Im Ersten Stock sind die Magazine untergebracht und unter dem Dach befinden sich unter anderem die Präsenzbibliothek und der Bereich für die Archivnutzer.

## Bestände
Insgesamt umfasst das Archiv etwa 800 Urkunden. Die älteste datiert aus dem Jahr 1360. Der Aktenbestand beläuft sich auf etwa 27.200 Einheiten ab dem Jahr 1550.

### Landständearchiv

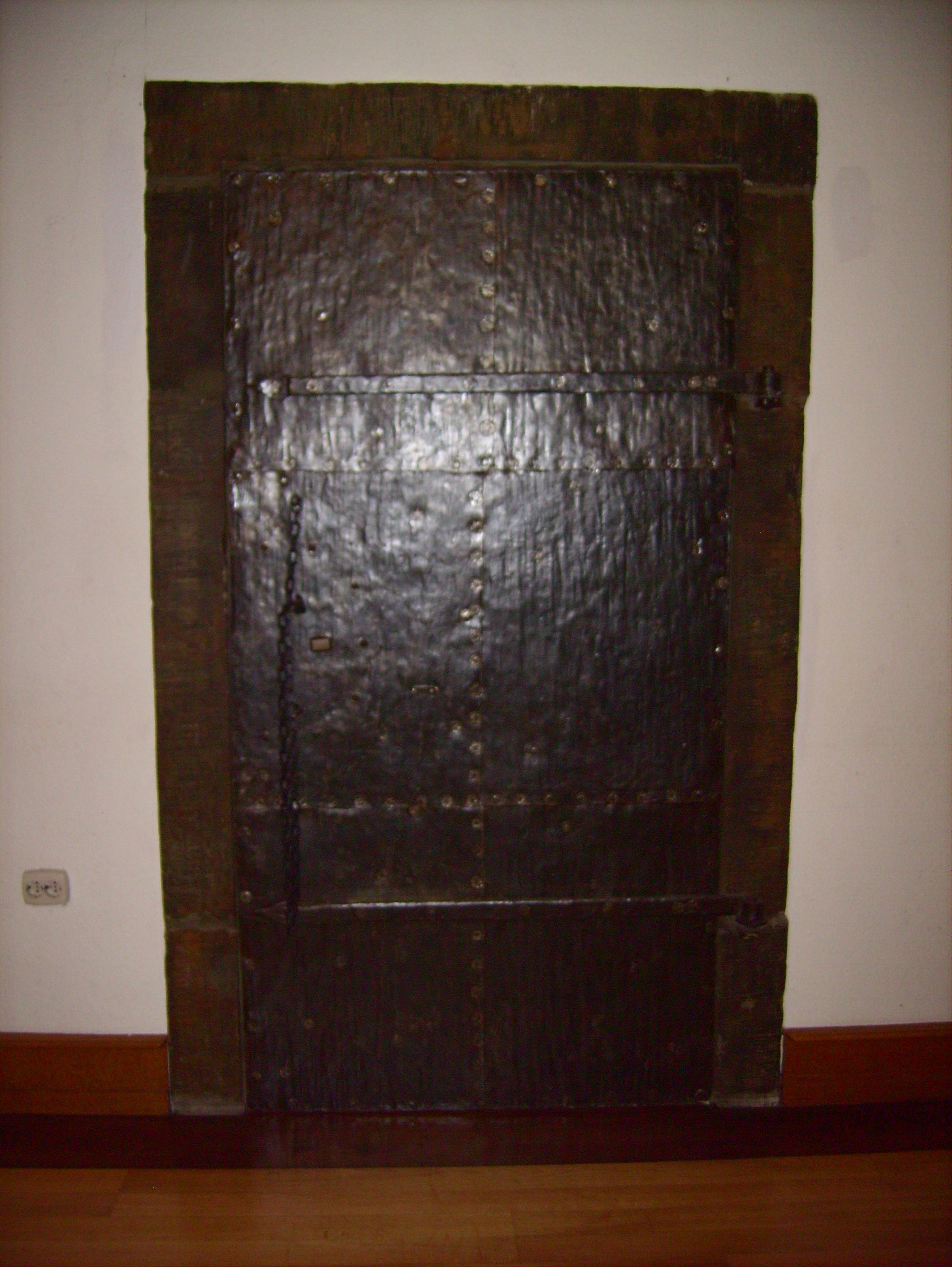
Verstärkte Tür zwischen Rittersaal und Archivturm im Alten Rathaus Arnsberg

Zu den in Arnsberg lagernden Archivalien des ehemaligen Landständearchivs gehören die Landtagsprotokolle. Es handelt sich dabei teilweise um die originalen Mitschriften, die während der Verhandlungen entstanden sind. Sie sind häufig schwerer zu lesen als die Reinschriften, lassen aber teilweise auch Diskussionsverläufe deutlicher werden. Die Protokolle liegen für die Zeit ab 1674 vor, ab 1716 sind sie lückenlos vorhanden. Überliefert sind auch vierzehn Steuerlisten aus der Zeit zwischen 1663 und 1783. Insgesamt umfassen die Bestände die Zeit von 1586 bis 1803.
Die Bestände in Arnsberg wurden 1925–1927 von Fritz Zschaeck geordnet. Die übrigen Teile des landständischen Archivs befinden sich in den Staatsarchiven Münster und Düsseldorf. In Münster lagern v. a. die Bestände, die für den Bereich der Provinz Westfalen wichtig sind, während in Düsseldorf die Bestände liegen, die vor allem für die Rheinprovinz von Bedeutung sind.
Die Arnsberger Bestände sind durch ein Findbuch erschlossen. Sie sind vollständig digitalisiert und in dieser Form im Lesesaal nutzbar.

### Kommunalverwaltungen
Das Archiv umfasst die Bestände der Gemeinden der 1975 im Zuge der kommunalen Gebietsreform entstandenen (neuen) Stadt Arnsberg. Dazu gehören die Bestände der alten Stadt Arnsberg und der Stadt Neheim-Hüsten (entstanden 1941 aus der Freiheit Hüsten und der Stadt Neheim) sowie die Gemeinden Bachum, Breitenbruch, Bruchhausen, Herdringen, Holzen, Müschede, Niedereimer, Oeventrop, Rumbeck, Uentrop, Voßwinkel und Wennigloh.
Die Bestände der alten Stadt Arnsberg mit etwa 6850 Verzeichniseinheiten umfassen Urkunden und Akten aus der Zeit von 1535 bis 1975. Aus der Geschichte der Stadt Neheim sind etwa 3500 Archivalien für die Zeit zwischen 1358 und 1941 vorhanden. Die Bestände der Freiheit Hüsten umfassen etwa 330 Urkunden und Akten aus der Zeit zwischen 1566 und 1941. Hinzu kommt ein Teilbestand für das Amt Hüsten aus der Zeit von 1837 und 1975 mit etwa 600 Verzeichniseinheiten. Ein anderer Teil des Amtarchivs befindet sich heute im Stadtarchiv Sundern. Die Archivalien der Stadt Neheim-Hüsten (1941–1975) umfassen etwa 2600 Verzeichniseinheiten. Hinzu kommen die Bestände der kleineren Gemeinden.
Die Bestände sind durch Findbücher erschlossen. Die meisten davon sind mittlerweile online zugänglich.
Beständeübersicht
- 1. (Alt-)Arnsberg
- 2. Neheim
- 3. Hüsten
- 4. Neheim-Hüsten
- 5. Amt Hüsten
- 6. Bachum
- 7. Breitenbruch
- 8. Bruchhausen
- 9. Herdringen
- 10. Holzen
- 11. Müschede
- 12. Niedereimer
- 13. Oeventrop
- 14. Rumbeck
- 15. Uentrop
- 16. Voßwinkel
- 17. Wennigloh
- 18. (Neue) Stadt Arnsberg seit 1975.

### Personenstandsarchiv
Im Zusammenhang mit der Änderung des Personenstandsgesetzes von 2009 fallen die alten Bestände der Standesämter in die Zuständigkeit der Stadtarchive. Diese sind im Stadtarchiv Arnsberg nach den jeweiligen Sperrfristen einsehbar. Teile der Bestände sind durch Findbücher oder Register erschlossen.

### Nichtamtliches Sammlungsgut
Neben den Urkunden und Akten aus dem Bereich der Kommunalverwaltungen sind umfangreiche nichtamtliche Sammlungsbestände vorhanden. Dazu zählen Karten und Pläne, Zeitungen und Zeitschriften, thematische Sammlungen, Bild- und Tonmedien oder Nachlässe. Die älteste Zeitung stammt aus dem Jahr 1742. Die Sammlung enthält auch Exemplare des Arnsbergischen Intelligenzblattes. Seit der Mitte des 19. Jahrhunderts liegt annähernd für jeden Tag mindestens eine Zeitungsausgabe vor.

## Bibliothek
Das Archiv verfügt über eine Präsenzbibliothek. Diese umfasst historische und stadtgeschichtliche Schriften mit zusammen etwa 160 lfd. Metern. Hinzu kommen weitere Teilbestände wie Verwaltungsliteratur und Amtsschriften, die Bibliothek des Sauerländischen Gebirgsvereins, Teile der Lehrerbibliothek der Hüstener Ruhrschule, Teile der Bibliothek des Amtsgerichtes Arnsberg. Das Archiv betreut auch die historische Bibliothek des Gymnasiums Laurentianum. Diese befindet sich in der früheren Bibliothek des Klosters Wedinghausen. Diese Bestände umfassen etwa 240 lfd. Meter.

## Veröffentlichungen
Das Archiv gibt verschiedene Publikationsreihen heraus. Die Arnsberger Archiv-Veröffentlichungen umfassen vor allem Schriften aus der archivalischen Arbeit wie Spezialinventare oder bibliographische Schriften zur Stadtgeschichte. Eine eher inhaltliche ausgerichtete Reihe sind die Wedinghauser Denkanstöße. Die landesgeschichtlichen Zeitschrift Südwestfalenarchiv wird vom Archiv herausgegeben. Die Redaktion besteht aus einer Arbeitsgemeinschaft aus Archivarinnen und Archivaren aus dem Bereich der ehemaligen Grafschaft Arnsberg und dem Herzogtum Westfalen.